# Liste niederländischer Komponisten klassischer Musik

## A
- Michel van der Aa (* 1970)
- Peter Adriaansz (* 1966)
- Henk Alkema (1944–2011)
- Maarten Altena (* 1943)
- Jan van Amerongen (1939–1998)
- Emmanuel Adriaenssen (um 1554–1604)
- Caecilia Andriessen (1931–2019)
- Gijs Andriessen (* 1957)
- Hendrik Andriessen (1892–1981)
- Jurriaan Andriessen (1925–1996)
- Louis Andriessen (1939–2021)
- Willem Andriessen (1887–1964)
- Dimitris Andrikopoulos (* 1971)
- Peter van Anrooy (1879–1954)
- Caroline Ansink (* 1959)
- Jakob Arcadelt (1507–1568)
- Arie den Arend (1903–1982)
- Joseph Ascher (1829–1869)

## B
- Kees van Baaren (1906–1970)
- Henk Badings (1907–1987)
- Harry Bannink (1929–1999)
- Johannes Gijsbertus Bastiaans (1812–1875)
- Josquin Baston (um 1515 – um 1576)
- Jan van Beekum (1918–2001)
- Daniël Belinfante (1893–1945)
- Benedictus a Sancto Josepho (um 1642–1716)
- Wouter van den Berg
- Gilius van Bergeijk (* 1946)
- Bart Berman (* 1938)
- Jan Georg Bertelmann (1782–1854)
- Antoine Beuger (* 1955)
- Bernard van Beurden (1933–2016)
- Henk Bijvanck (1909–1969)
- Quirinus van Blankenburg (1654–1739)
- Gerard Boedijn (1893–1972)
- Konrad Boehmer (1941–2014)
- Meindert Boekel (1915–1989)
- Jan Boerman (1923–2020)
- Rob du Bois (1934–2013)
- Willem Frederik Bon (1940–1983)
- Cornelis de Bondt (* 1953)
- Jo van den Booren (* 1935)
- John Borstlap (* 1950)
- Henriëtte Hilda Bosmans (1895–1952)
- Cornelis Alijander Brandts (1812–1890)
- Jan Brandts-Buys (1868–1933)
- Ludwig Felix Brandts Buys (1947–1917)
- Henri Brandts Buys (1850–1905)
- Johannes Bernardus van Bree (1801–1857)
- Willem Breuker (1944–2010)
- Herman Broekhuizen (1922–2012)
- Paul van Brugge (* 1959)
- Theo Bruins (1929–1993)
- Ton Bruynèl (1934–1998)
- Gerard Bunk (1888–1958)
- Pieter Bustijn (1649–1729)

## C
- Jozef Cleber (1916–1999)
- Clemens non Papa (1510–1556/58)
- Reine Colaço Osorio-Swaab (1881–1971)
- Anna Cramer (1873–1968)
- Frank Crijns (* 1960)

## D
- Ghiselin Danckerts (um 1510 – um 1567)
- Lex van Delden (1919–1988)
- Marc van Delft (* 1958)
- Evrim Demirel (* 1977)
- Patrick van Deurzen (* 1964)
- Alphons Diepenbrock (1862–1921)
- Bernard van Dieren (1887–1936)
- Karel van Dijck (* 1927)
- Gijs van Dijk (* 1954)
- Jan van Dijk (1918–2016)
- Rudi Martinus van Dijk (1932–2003)
- Oscar van Dillen (* 1958)
- Jakob van Domselaer (1890–1960)
- Cornelis Dopper (1870–1939)
- Sem Dresden (1881–1957)
- Sadik Ugras Durmus (* 1978)

## E
- Gerrit Jan van Eijken (1832–1879)
- Margriet Ehlen (* 1943)
- Will Eisma (* 1929)
- Huib Emmer (* 1951)
- Ivo van Emmerik (* 1961)
- Rudolf Escher (1912–1980)
- Jacob van Eyck (um 1590 – 1657)

## F
- Willem de Fesch (1687–1761)
- Eduard Flipse (1896–1973)
- Marius Flothuis (1914–2001)
- Fré Focke (1910–1989)
- Hendrik Focking (1747–1796)
- Ron Ford (* 1959)
- Géza Frid (1904–1989)

## G
- Jaap Geraedts (1924–2003)
- Sander Germanus (* 1972)
- Mathias van den Gheyn (1721–1785)
- Jan van Gilse (1881–1944)
- Sim Gokkes (1897–1943)
- Rob Goorhuis (* 1948)
- Christian Ernst Graf (1723–1804)
- Johannes Albertus Groneman (1711–1778)
- Johannes Fredericus Groneman (≈1708–1781)
- Hugo de Groot (1897–1986)

## H
- Carel Hacquart (1640–1701)
- Micha Hamel (* 1970)
- Anton Havelaar (* 1958)
- Rocco Havelaar (* 1972)
- Gerhardus Havingha (1696–1753)
- Walter Hekster (1937–2012)
- Pieter Hellendaal (1721–1799)
- Oscar van Hemel (1892–1981)
- Gerard Hengeveld (1910–2001)
- Robert Heppener (1925–2009)
- Frank den Herder (* 1952)
- Jonny Heykens (1884–1945)
- Rozalie Hirs (* 1965)
- Klaas ten Holt (* 1960)
- Simeon ten Holt (1923–2012)
- Martijn Hooning (* 1959)
- Anthon van der Horst (1899–1965)
- Joachim van den Hove (1567–1620)
- Bernard Huijbers (1922–2003)
- Wouter Hutschenruyter (1859–1943)
- Constantijn Huygens (1596–1687)

## I
- Jan Ingenhoven (1876–1951)

## J
- Guus Janssen (* 1951)
- Willem Jeths (* 1959)
- Marinus De Jong (1891–1984)

## K
- Dick Kattenburg (1919–1944)
- Bart de Kemp (1959–2005)
- Otto Ketting (1935–2012)
- Piet Ketting (1904–1984)
- Geert van Keulen (* 1943)
- Tristan Keuris (1946–1996)
- Gerard Kockelmans (1925–1965)
- Hans Kockelmans
- Jan Koetsier (1911–2006)
- Servaas de Konink (um 1654 – um 1701)
- Hans Koolmees (* 1959)
- Rudolf Koumans (1929–2017)
- Hans Kox (1930–2019)
- Astrid Kruisselbrink (* 1972)
- Ton de Kruyf (1937–2012)
- Hanna Kulenty (* 1961)
- Jos Kunst (1936–1996)
- Andreas Kunstein (* 1967)
- Elisabeth Kuyper (1877–1953)
- Yannis Kyriakides (* 1969)

## L
- Daniel de Lange (1841–1918)
- Vanessa Lann (* 1968)
- Reinbert de Leeuw (1938–2020)
- Ton de Leeuw (1926–1996)
- Bertus van Lier (1906–1972)
- Henk van Lijnschooten (1928–2006)
- Rick van der Linden (1946–2006)
- Theo Loevendie (* 1930)
- Arjen Anthony Lucassen (* 1960)
- Erik van der Luijt (* 1970)

## M
- Florian Magnus Maier (* 1973)
- Roderik de Man (* 1941)
- Gottfried Hendrik Mann (1858–1904)
- Daan Manneke (* 1939)
- Gerrit de Marez Oyens (1922–2013)
- Tera de Marez Oyens (1932–1996)
- Alejandro Matamala (* 1972)
- Andreas Mehring
- Johan de Meij (* 1953)
- Chiel Meijering (* 1954)
- Vladimir Mendelssohn (1949–2021)
- Karel Mengelberg (1902–1984)
- Misha Mengelberg (1935–2017)
- Rudolf Mengelberg (1892–1959)
- Willem Mengelberg (1871–1951)
- Hardy Mertens (* 1960)
- Leo Michielsen (1872–1944)
- Philemon Mukarno (* 1968)

## N
- Mayke Nas (* 1972)
- Jan van Nerijnen (1935–2016)
- Anthoni van Noordt (1619–1675)
- Jacobus van Noordt (um 1616 – 1680)
- Sybrandus van Noordt sr (um 1580 – 1654)
- Sybrandus van Noordt jr (1659–1705)
- Maarten van Norden (1955–2024)
- Toek Numan (* 1971)

## O
- Peter van Onna (* 1966)
- Antoine Oomen (* 1945)
- Christina Viola Oorebeek (* 1944)
- Cornélie van Oosterzee (1863–1943)
- León Orthel (1905–1985)
- Willem van Otterloo (1907–1978)

## P
- Cornelis Thymanszoon Padbrué (um 1592 – 1670)
- Martijn Padding (* 1956)
- Paul Panhuysen (1934–2015)
- Felipe Pérez Santiago (* 1973)
- David Petersen (um 1650 – 1737)
- Willem Pijper (1894–1947)
- Robert HP Platz (* 1951)
- Olivier Pols (* 1989)
- Luctor Ponse (1914–1998)
- Jan van de Putte (* 1959)

## R
- Robin de Raaff (* 1968)
- Dick Raaijmakers (1930–2013)
- Ernst Reijseger (* 1954)
- Nico Richter (1915–1945)
- Julius Röntgen (1855–1932)
- Jan Rokus van Roosendael (1960–2005)
- Piet-Jan van Rossum (* 1966)
- Joey Roukens (* 1982)
- David Rowland (1939–2007)
- Wim de Ruiter (1943–2017)
- Christian Friedrich Ruppe (1753–1826)
- Daniel Ruyneman (1886–1963)

## S
- Leo Samama (* 1951)
- Dirk Schäfer (1873–1931)
- Peter Schat (1935–2003)
- Johannes Schenck (1660 – nach 1712)
- Leander Schlegel (1844–1913)
- Kees Schoonenbeek (* 1947)
- Freek Schorer (1913–1998)
- Cornelis Schuyt (1557–1616)
- Friedrich Schwindl (1737–1786)
- Bernhard van den Sigtenhorst Meyer (1888–1953)
- Edouard Silas (1827–1909)
- Lars Skoglund (* 1974)
- Jochem Slothouwer (1938–2009)
- Bernard Smilde (1922–2014)
- Leo Smit (1900–1943)
- Martin Spanjaard (1892–1942)
- Harry Sparnaay (1944–2017)
- Jo Sporck (* 1953)
- Pieter van der Staak (1930–2007)
- Piet Stalmeier (1912–1990)
- Joop Stokkermans (1937–2012)
- Joep Straesser (1934–2004)
- Herman Strategier (1912–1988)
- Johannes Maria Suykerbuyk (* 1959)
- Jan Pieterszoon Sweelinck (1562–1621)

## T
- Willem Tanke (* 1959)
- Paul Termos (1952–2003)
- Louis Toebosch (1916–2009)
- Edward Top (* 1972)
- Klas Torstensson (* 1951)
- Gustavo Trujillo (* 1972)
- Merlijn Twaalfhoven (* 1976)

## U
- René Uijlenhoet (* 1961)

## V
- Nicolaes Vallet (ca. 1583 – ca. 1645)
- Richard Veenstra (* 1981)
- Jacob ter Veldhuis (* 1951)
- Jasna Veličković (* 1974)
- Theo Verbey (1959–2019)
- Theodoor Verhey (1848–1929)
- Johannes Verhulst (1816–1891)
- Matthijs Vermeulen (1888–1967)
- Jan Baptist Verrijt (ca. 1600–1650)
- J.J. Viotta (1814–1859)
- Giel Vleggaar (* 1974)
- Jan van Vlijmen (1935–2004)
- Alexander Voormolen (1895–1980)
- Lucas Vis (* 1947)
- Bart Visman (* 1962)
- Max Vredenburg (1904–1976)
- Jan Vriend (* 1938)
- Klaas de Vries (* 1944)
- Willem de Vries Robbé (1902–1996)
- Samuel Vriezen (* 1973)

## W
- Peter-Jan Wagemans (* 1952)
- Diderik Wagenaar (* 1946)
- Johan Wagenaar (1862–1941)
- Juan Felipe Waller (* 1971)
- Unico Wilhelm van Wassenaer (1692–1766)
- Rosy Wertheim (1888–1949)
- Paul Christiaan van Westering (1911–1991)
- Adrian Willaert (≈1490–1562)
- Thom Willems (* 1955)
- Barbara Woof (* 1958)
- Sinta Wullur (* 1958)

## Z
- Henri Zagwijn (1878–1954)
- Kristoffer Zegers (* 1973)
- Jian-Hua Zhuang (* 1959)
- Robert Zuidam (* 1964)
- Bernhard Zweers (1854–1924)